# Beat Funktion
Beat Funktion är ett svenskt jazzfusionband. Bandets musik är en blandning av jazz, funk, R&B, disco, soul och afrobeat, i huvudsak instrumentalt men ibland med sånggäster. Bandet består av de sex medlemmarna Karl Olandersson på trumpet, Olle Thunström på tenorsax, Johan Öijen på elgitarr, Daniel Lantz på keyboard, Pal Johnson på elbas och Jon Eriksson på trummor. Daniel Lantz skriver merparten av bandets musik.
Bandet har släppt åtta studioalbum, varav sex har uppmärksammats internationellt och fått listplaceringar på radio i USA och Kanada. Gruppens tredje album Voodooland licensierades 2013 till japanska labeln P-Vine och nådde 1:a-plats på de amerikanska CMJ Jazz listorna tre veckor i sträck, och blev det 9:e mest spelade jazzalbumet på dessa listor 2014. Bandet signades för management hos Eggman Global Artists i Las Vegas och turnerade som följd i USA mellan Chicago och Los Angeles hösten 2014. Deras fjärde album Mandy's Secret blev första samarbetet med rockproducenten Mats Björke, tidigare medlem i rockgruppen Mando Diao. Albumet hamnade på 1:a-plats på de kanadensiska Earshot-listorna, 2:a-plats på de amerikanska listorna där de låg kvar i 21 veckor. Även deras femte album Olympus nådde 1:a-plats på kanadensiska listorna, nådde 2:a-plats på de amerikanska listorna och presenterade gästartisterna sydafrikanska sångerskan Sani Gamedze och svenska sångerskan Rebecca Laakso, samt amerikanske rapparen Damon Elliott (Dionne Warwicks son, Grammy-belönad musiker och producent till popartisterna Beyoncé, Gwen Stefani, Pink m fl). Olympus, som är ett konceptalbum baserat på grekisk mytologi, blev det 12:e mest spelade jazzalbumet på CMJ Jazz-listorna 2015 och nominerades till fyra kategorier av Scandinavian Soul Music Awards 2016: Bästa Bandet, Bästa Albumet, Bästa Producenter (Daniel Lantz & Mats Björke) och Bästa Nykomling.
Bandets sjätte album Green Man, gruppens tredje samarbete med Mats Björke, släpptes i Sverige hösten 2016 och i USA, Kanada och internationellt våren 2017 och har flera vokalartister som gäster: Viktoria Tolstoy, Jasmine Kara, Damon Elliott, Claes Janson, Matilda Gratte (svenska Idol 2014), Adée, Alicia Olatuja och Deodato Siquir. Tre instrumentala spår som inte fick plats på albumet släpptes våren 2017 som digitala singlar.
Efter två års uppehåll släppte bandet sitt sjunde album Roots hösten 2019 i samband med en releaseturné genom Sverige, Österrike och Tyskland. Albumet är helt instrumentalt och det fjärde samarbetet med Mats Björke.
Under 2020 och 2021 släppte bandet fem album med inspelningar av livekonserter, Live At The Red Horn District ft. Natascha Flamisch, Live At The Baked Potato, Live At Fasching '14, Live At Nefertiti och Live At Katalin.
2023 släppte bandet sitt åttonde studioalbum med titeln Skywards, vilket var helt instrumentalt och producerat av Daniel Lantz.

## Diskografi

### Studioalbum
- 2010 – The Plunge
- 2013 – Moon Town (US #4)
- 2014 – Voodooland (US #1, Kanada #1)
- 2014 – Mandy's Secret (US #2, Kanada #1)
- 2015 – Olympus (US #2, Kanada #1)
- 2016 – Green Man
- 2019 – Roots
- 2023 – Skywards

### Livealbum
- 2020 – Live At The Red Horn District (ft. Natascha Flamisch)
- 2021 – Live At The Baked Potato (US #4)
- 2021 – Live At Fasching '14
- 2021 – Live At Nefertiti
- 2021 – Live At Katalin

### Singlar
- 2017 – Maja
- 2017 – Hayweather
- 2017 – Rio
- 2019 – Roots
- 2019 – Pugnose
- 2019 – Leave Me